# Eosimiidae
Famille
Les Eosimiidae sont une famille éteinte de primates, généralement considérée comme la plus ancienne et la plus basale des familles de singes. Les premiers représentants de cette famille apparaissent durant l'Éocène, il y a 45 millions d'années. On a trouvé des fossiles d'Eosimiidae en Chine et en Birmanie. Ils appartiennent à des espèces de très petite taille. Cette famille se serait éteinte au début de l'Oligocène.

## Classification
Phylogénie des infra-ordres actuels de primates, d'après Perelman et al. (2011) :
|  | Simiiformes (singes)    |
|  |                         |
|  | Tarsiiformes (tarsiers) |
|  |                         |

|  | Lorisiformes (loris, galagos…)                                                          |
|  |                                                                                         |
|  | \| \| Chiromyiformes (l'aye-aye) \| \| \| \| \| \| Lemuriformes (lémuriens) \| \| \| \| |
|  |                                                                                         |
|  | Chiromyiformes (l'aye-aye)                                                              |
|  |                                                                                         |
|  | Lemuriformes (lémuriens)                                                                |
|  |                                                                                         |

|  | Chiromyiformes (l'aye-aye) |
|  |                            |
|  | Lemuriformes (lémuriens)   |
|  |                            |

|  | Simiiformes (singes)    |
|  |                         |
|  | Tarsiiformes (tarsiers) |
|  |                         |

|  | Lorisiformes (loris, galagos…)                                                          |
|  |                                                                                         |
|  | \| \| Chiromyiformes (l'aye-aye) \| \| \| \| \| \| Lemuriformes (lémuriens) \| \| \| \| |
|  |                                                                                         |
|  | Chiromyiformes (l'aye-aye)                                                              |
|  |                                                                                         |
|  | Lemuriformes (lémuriens)                                                                |
|  |                                                                                         |

|  | Chiromyiformes (l'aye-aye) |
|  |                            |
|  | Lemuriformes (lémuriens)   |
|  |                            |

## Liste des genres et espèces
La famille des Eosimiidae compte trois genres consensuels :
- genre † Eosimias Beard et al., 1994 - 45 à 40 Ma, Chine et Birmanie
  - Eosimias sinensis Beard et al., 1994 - 45 Ma, Jiangsu (Chine)[2]
  - Eosimias centennicus Beard et al., 1996 - Shanxi (Chine)[3]
  - Eosimias dawsonae Beard & Wang, 2004 - 42 Ma, Shanxi et Henan (Chine)[4]
  - Eosimias paukkaungensis Takai et al., 2005 - Birmanie[5]
- genre † Bahinia Jaeger et al., 1999 - Chine et Birmanie
  - Bahinia pondaungensis Jaeger et al., 1999 - 40 Ma, Birmanie[6]
  - Bahinia banyueae Ni et al., 2016 - 32 Ma, Chine[7]
- genre † Phenacopithecus Beard & Wang, 2004 - 42 Ma, Chine
  - Phenacopithecus krishtalkai Beard & Wang, 2004 - Shanxi et Henan (Chine)[4]
  - Phenacopithecus xueshii Beard & Wang, 2004 - Shanxi et Henan (Chine)[4]

L'appartenance éventuelle d'autres taxons fossiles à cette famille reste discutée :
- genre † Nosmips Seiffert et al., 2010
  - Nosmips aenigmaticus Seiffert et al., 2010 - 37 Ma, Égypte[8]

## Analyse
La découverte en Chine des fossiles de singes les plus anciens et les plus basaux connus indique que les singes sont probablement originaires d'Asie orientale, à partir de 45 Ma. Les singes n'apparaissent en Afrique qu'à partir d'environ 40 Ma.